# Choerodon sugillatum
Choerodon sugillatum Gomon, 1987  è un pesce d'acqua salata appartenente alla famiglia Labridae.

## Distribuzione e habitat
Proviene dalle coste del nord dell'Australia, nell'oceano Pacifico. Nuota intorno ai 30 m di profondità, solitamente in zone con substrato sabbioso, ricche di vegetazione acquatica.

## Descrizione
Presenta un corpo compresso lateralmente, alto e non troppo allungato, con la testa dal profilo arrotondato. La colorazione è prevalentemente di colori che variano dal rosa pallido al marrone chiaro. Non supera i 24 cm.

## Biologia
Sconosciuta.

## Conservazione
Questa specie è classificata come "a rischio minimo" (LC) dalla lista rossa IUCN, perché non sembra essere minacciata da pericoli e non è particolarmente rara; inoltre è diffusa in alcune aree marine protette.